# Marachernes bellus
Marachernes bellus är en spindeldjursart som beskrevs av Harvey 1992. Marachernes bellus ingår i släktet Marachernes och familjen blindklokrypare. Inga underarter finns listade i Catalogue of Life.